# Dit is mijn huis
Dit is mijn huis is een Nederlandstalige single van de Belgische band De Mens uit 1992.
Het tweede nummer op deze single was Een kwestie van techniek.
Het liedje verscheen ook op hun titelloze debuutalbum uit 1992.

## Meewerkende artiesten
- Paul Despiegelaere (producer)
- Franky Saenen (drums)
- Frank Vander linden (gitaar, zang)
- Jeroen Ravesloot (klavier)
- Michel De Coster (basgitaar, zang)
- Paul Despiegelaere (achtergrondzang)
- Laurens Leurs - Chris Leurs (achtergrondzang)